# Votice

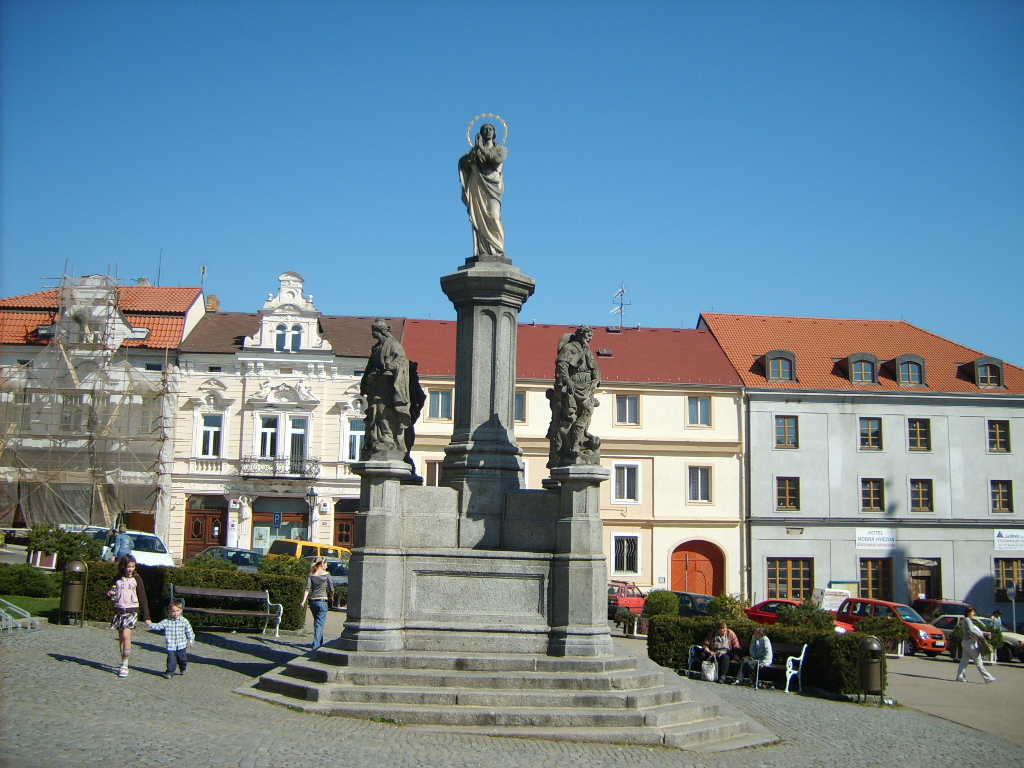
Der Hauptplatz

Votice (deutsch Wotitz) ist eine Stadt in Tschechien. Sie liegt 16 Kilometer südlich von Benešov und gehört zum Okres Benešov.

## Geographie
Votice befindet sich im Norden der Středočeská pahorkatina am Konopišťský potok. Östlich der Stadt erhebt sich die Červenská hora (664 m), im Südosten der Větrov (675 m), im Südwesten der Obecník (594 m) und im Nordwesten die Kopanina (591 m). Am östlichen Stadtrand verläuft die Staatsstraße 3 / E 65. Im Westen führt die Eisenbahn von Benešov nach Tábor vorbei. Der Bahnhof Votice liegt außerhalb der Stadt zwischen Votice und Bezdrahov.
Nachbarorte sind Veselka und Mladoušov im Norden, Kochnov im Nordosten, Budenín, Javor, Otradovice und Ohrada im Osten, Lysá und Amerika im Südosten, Hostišov und Líštěnec im Süden, Jestřebice im Südwesten, Střelítov und Beztahov im Westen sowie Srbice im Nordwesten.

## Geschichte
Im Jahre 1970 durchgeführte archäologische Grabungen an den Grundmauern der Pfarrkirche St. Wenzel ergaben, dass der Ort wahrscheinlich um 1150 gegründet wurde. Votice soll im 12. Jahrhundert Sitz eines Vladiken Ota gewesen und von deutschen Siedlern angelegt worden sein. Die erste urkundliche Erwähnung von Otice erfolgte 1359. Besitzer des Ortes war das Vladikengeschlecht von Otice. Im Laufe des 14. Jahrhunderts entwickelte sich Otice zu einem Städtchen. Im 16. Jahrhundert waren die Brüder Burjan und Jan von Otice Besitzer des Städtchens. In der Mitte des 16. Jahrhunderts entstand der heutige Name Votice. Mit Burjan, der sich zuletzt von Votice nannte, starb das Geschlecht aus. 1545 erwarb Christoph Skuhrovský von Skuhrov auf Popovice und Louňovice die Herrschaft Votice. Ab 1574 folgte Johann von Sternberg († 1578). Nach dem Tode von Stefan Georg von Sternberg verkaufte dessen zweite Frau Veronika von Weitmühl die Güter in Votice, Smilkov und Chotětice an Johanna Herzan von Sulewicz auf Vidim und machte das Schloss Postelberg zu ihren Sitz. Johanna Herzan verkaufte Votice 1604 an Eva Kaplirz de Sulewicz, die Ehefrau von Kaspar Cappleri de Sulewicz, der 1621 auf dem Altstädter Ring in Prag hingerichtet wurde. Sie verkaufte Votice 1622 an Sezima von Vrtba. Nachdem sich im 15. Jahrhundert die ersten Juden in Votice angesiedelt hatten, ist für 1788 das Judendorf schriftlich belegt. 1724 wurde die Synagoge erbaut. Mit Franz Ernst dem Jüngeren von Vrtba starb 1807 das Geschlecht der Vrtba im Mannesstamme aus. Das Erbe fiel an Franz Joseph Wratislaw von Mitrowitz. Das Gut Votice wurde 1878 durch Georg Gustav Ritter von Schlesinger erworben und seine Erben hielten es noch bis 1915. Am 29. Januar 1915 wurden Votice für 850.000 Kronen an den bekannten Prager Fleischwarenunternehmer Emanuel Maceška verkauft, der es nach dem Verlust von Galizien im Verlauf des Krieges für die Fleischversorgung der Prager Bevölkerung benötigte.
Nach der Aufhebung der Patrimonialherrschaft bildete Votice ab 1848 eine Gemeinde im Bezirk Seltschan. Zu dieser Zeit bestand der Ort aus 208 Häusern und hatte 1908 Einwohner. 1850 wurde Votice Sitz einer Bezirkshauptmannschaft. Sie wurde jedoch 1868 nach Seltschan verlegt. In der nachfolgenden Zeit wurde der Ort als Stadt bezeichnet, ohne jemals Stadtrechte besessen zu haben. Zwischen 1867 und 1870 erfolgte der Bau der Kaiser Franz Josephs-Bahn, die westlich an Votice vorbeiführte. Dort entstand die Bahnstation Votice-město. In Veselka entstand ein zweiter Bahnhalt mit der Bezeichnung Votice-Veselka. Er wurde 1937 in Olbramovice umbenannt. Die jüdischen Bewohner wurden während der Zeit des Nationalsozialismus nach Theresienstadt bzw. in das Vernichtungslager Maly Trostinez deportiert. Dadurch wurde die ehemalige jüdische Gemeinde von Votice ausgelöscht. Nach dem Ende des Zweiten Weltkrieges wurde Votice zur Bezirksstadt erhoben. 1949 erfolgte der Abriss der Synagoge. 1961 verlor Votice den Status als Bezirkssitz wieder und wurde dem Okres Benešov angegliedert.

## Stadtgliederung
Die Stadt Votice besteht aus den Ortsteilen Beztahov (Bestahow), Bučovice (Butschowitz), Budenín (Budenin), Hory, Hostišov (Hostischau), Javor (Jawor), Kaliště (Kalischt), Košovice (Koschowitz), Lysá (Lissa), Martinice (Martinitz), Mladoušov (Mladauschow), Mysletice (Mysletitz), Nazdice (Nasditz), Nezdice (Nestitz), Otradovice (Otradowitz), Srbice (Sirbitz), Střelítov (Strelitow), Větrov (Wietrow), Votice (Wotitz), Vranov (Wranau) und Zdeboř (Sdeborsch) sowie den Ansiedlungen Amerika, Buchov, Černý Les und Ohrada.

## Sehenswürdigkeiten
- Pfarrkirche St. Wenzel, der ursprünglich gotische Bau aus dem 14. Jahrhundert wurde 1731 barock umgestaltet
- Kapelle des hl. Adalbert, errichtet 1680
- Historisches Eingangstor zum Friedhof
- Gottesgrab, auf dem Franziskanerfriedhof, errichtet 1685 im Auftrag von Gräfin Maria Franziska von Vrtba, spätere Gräfin von Heisenstein
- Jüdischer Friedhof, angelegt 1538, die ältesten Grabsteine stammen aus dem Jahre 1716
- Rathaus, errichtet Ende des 17. Jahrhunderts
- Mariensäule auf dem Markt, errichtet um 1750 und 1877 um eine Statue der Jungfraue Marie erweitert
- Burg Martinice

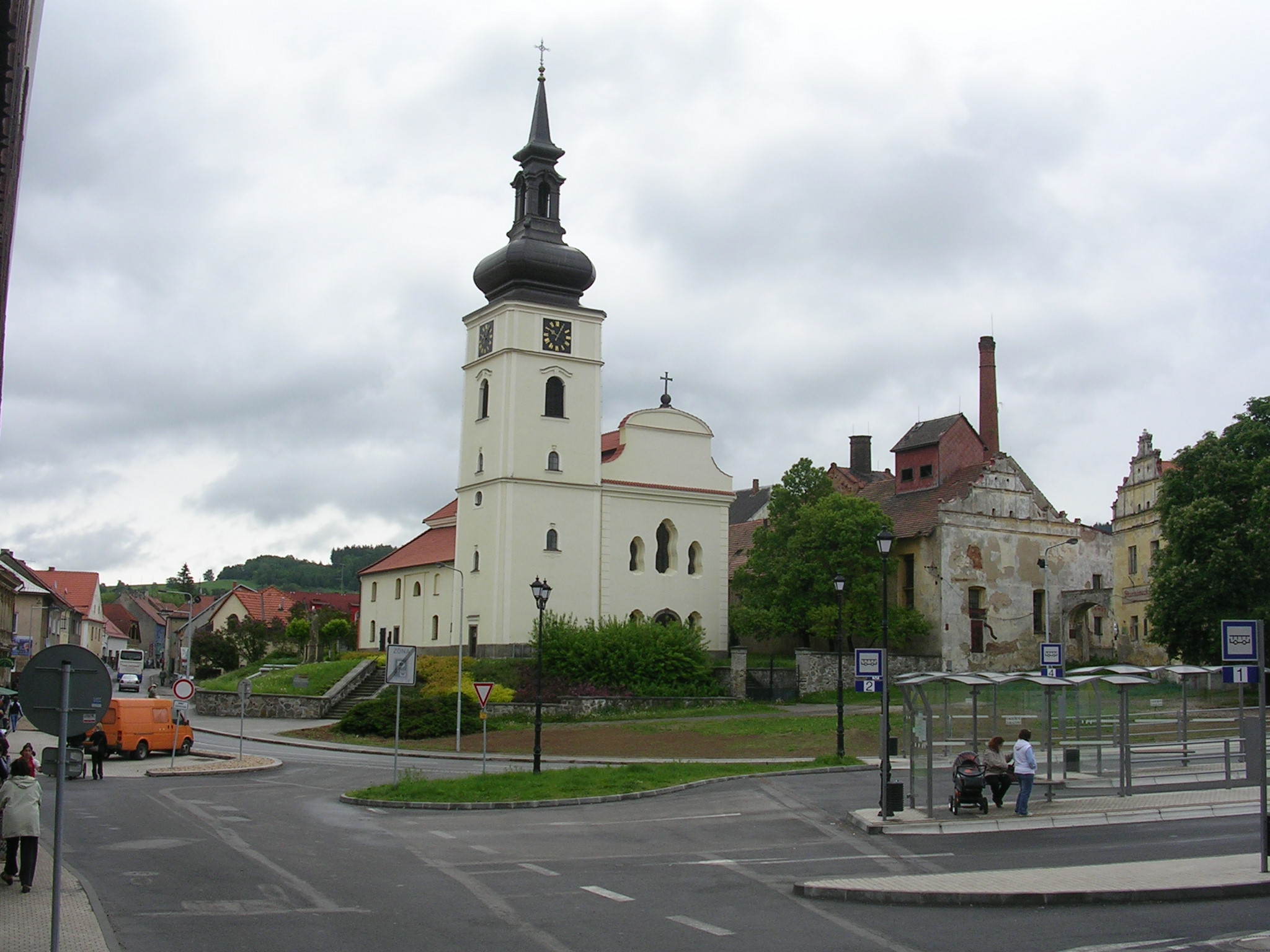
Kirche
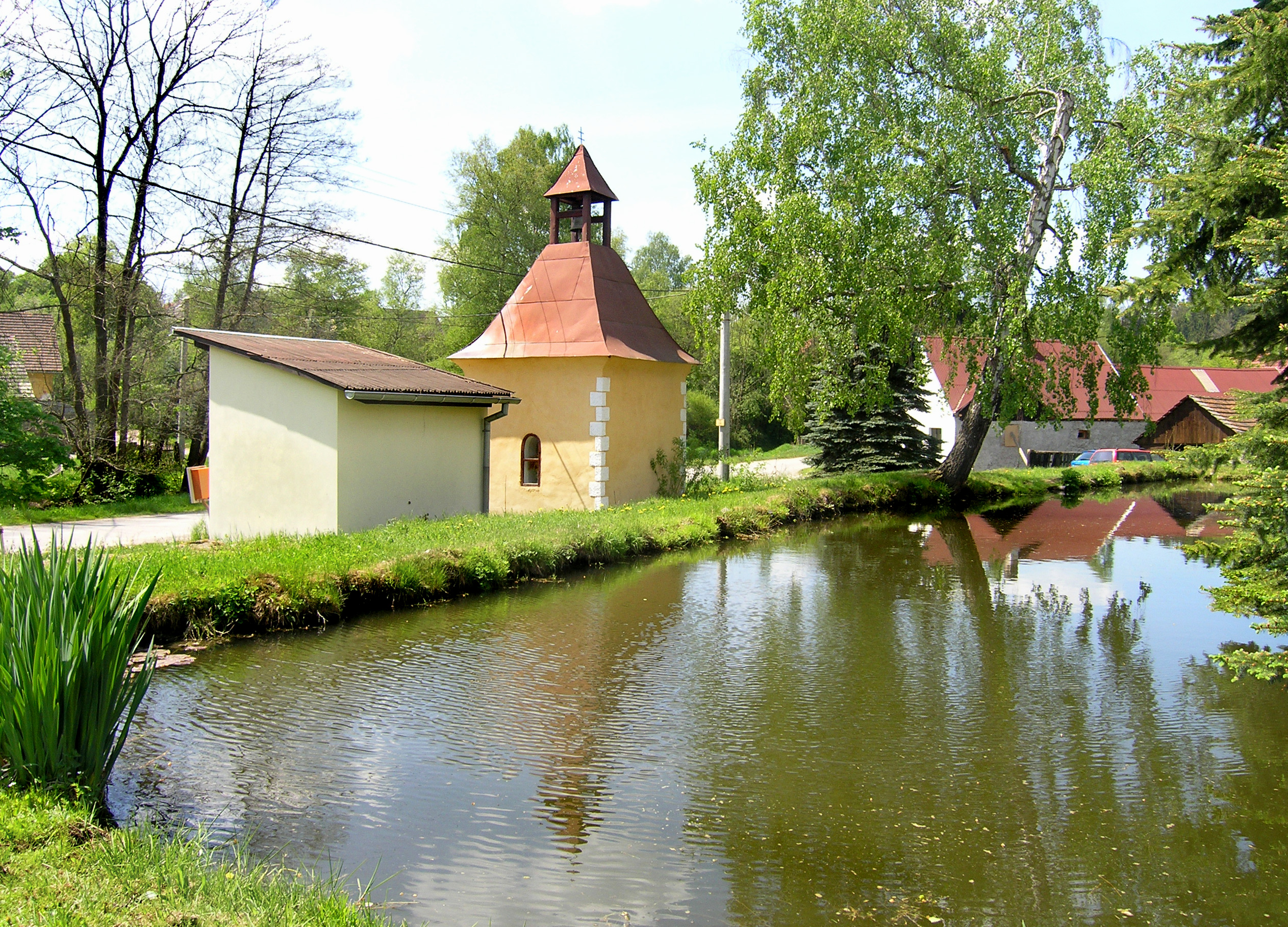
Ortsteil Bučovice